# Chillicothe (Ohio)
Chillicothe is een plaats (city) in de Amerikaanse staat Ohio, en valt bestuurlijk gezien onder Ross County.
Chillicothe was de eerste en de derde hoofdstad van Ohio, van 1803 tot 1816, onderbroken door Zanesville van 1810 tot 1812.

## Demografie
Bij de volkstelling in 2000 werd het aantal inwoners vastgesteld op 21.796.
In 2006 is het aantal inwoners door het United States Census Bureau geschat op 22.216, een stijging van 420 (1,9%).

## Geografie
Volgens het United States Census Bureau beslaat de plaats een oppervlakte van
25,2 km², waarvan 24,7 km² land en 0,5 km² water.

## Plaatsen in de nabije omgeving
De onderstaande figuur toont nabijgelegen plaatsen in een straal van 24 km rond Chillicothe.

## Geboren
- Jane Frances Winn (1855-1927), journalist
- Edward Cook (1888-1972), polsstokhoogspringer
- Nancy Wilson (1937-2018), jazz-zangeres